# Seznam mavricijskih kardinalov
Seznam mavricijskih kardinalov.

## M
- Jean Margéot

## P
- Maurice Evenor Piat